# Хардин (Монтана)
Хардин (англ.  Hardin ) — город, являющийся административным центром округа  Биг-Хорн  в штате Монтана США. По данным переписи 2020 года,  численность населения составляла 3818 человек.

## История
Город был назван в честь Сэмюэля Хардина, друга застройщика Чарльза Генри Моррилла. Он был зарегистрирован в 1911 году. Томас Д. Кэмпбелл управлял крупнейшей в стране пшеничной фермой площадью 95 000 акров неподалеку отсюда и был пионером в использовании промышленной техники в сельском хозяйстве. Компания Holly Sugar основала завод по переработке сахарной свёклы в Хардине в 1937 году.

## География
По данным Бюро переписи населения США, общая площадь города составляет 2,57 квадратных миль (6,66 км²), вся территория — суша.

## Население

### Перепись 2010 года
По данным переписи 2010 года в городе проживало 3505 человек, было 1301 домохозяйство и 850 семей. Плотность населения составляла 1363,8 жителей на квадратную милю (526,6/км²). Было 1401 единиц жилья со средней плотностью 545,1 на квадратную милю (210,5/км²). Расовый состав города был следующим: 49,8% белых, 0,7% афроамериканцев, 40,8% коренных американцев, 1,2% азиатов, 0,1% жителей островов Тихого океана, 2,2% представителей других рас и 5,1% представителей двух или более рас. Испаноязычные или латиноамериканцы любой расы составляли 7,1% населения.

### Перепись 2000 года
По данным переписи 2000 года в городе проживало 3384 человека, было 1295 домохозяйств и 868 семей. Плотность населения составляла 2415,5 жителей на квадратную милю (932,6/км²). Было 1411 единиц жилья со средней плотностью 1007,2 на квадратную милю (388,9/км²). Расовый состав города был следующим: 62,26% белых, 0,12% афроамериканцев, 31,59% коренных американцев, 0,35% азиатов, 1,03% представителей других рас и 4,64% представителей двух или более рас. Испаноязычные или латиноамериканцы любой расы составляли 5,53% населения.

## Экономика
Город создал промышленный парк площадью 800 акров.

## Искусство и культура
Исторический музей округа Биг-Хорн находится в Хардине. Он занимает площадь в 35 акров и имеет 24 исторических сооружения.